# Gargara taitoensis
Gargara taitoensis är en insektsart som beskrevs av Kato 1928. Gargara taitoensis ingår i släktet Gargara och familjen hornstritar. Inga underarter finns listade i Catalogue of Life.